# Idioma mawé
El mawé, también conocido como sateré (formas alternativas mabue, maragua, andira, arapium), es una lengua tupí de Brasil. Tiene alrededor de 7000 hablantes la mayoría de ellos monolingües.

## Descripción lingüística

### Fonología
El inventario consonántico viene dado por:
|             | Labial | Alveolar | Palatal | Velar | Glotal |
| ----------- | ------ | -------- | ------- | ----- | ------ |
| Oclusiva    | p      | t        |         | k     | ʔ      |
| Nasal       | m      | n        |         | ŋ     |        |
| Fricativa   |        | s        |         |       | h      |
| Rótica      |        | ɾ        |         |       |        |
| Aproximante | w      |          | j       |       |        |

El inventario vocálico es:
|         | Anterior | Central | Posterior |
| ------- | -------- | ------- | --------- |
| Cerrada | i ĩ iː   | ɨ ɨː    | u ũ uː    |
| Media   | e ẽ eː   |         | o         |
| Abierta |          | a ã aː  |           |

### Enlaces exteriores
- Mateus 1, Tupana Ehay Satere Mawe Pusupuo (MAVNT) The New Testament in Sataré-Mawé
- Example of publications in Sataré-Mawé

- Datos: Q6794475